# Generalstaatsanwaltschaft Naumburg

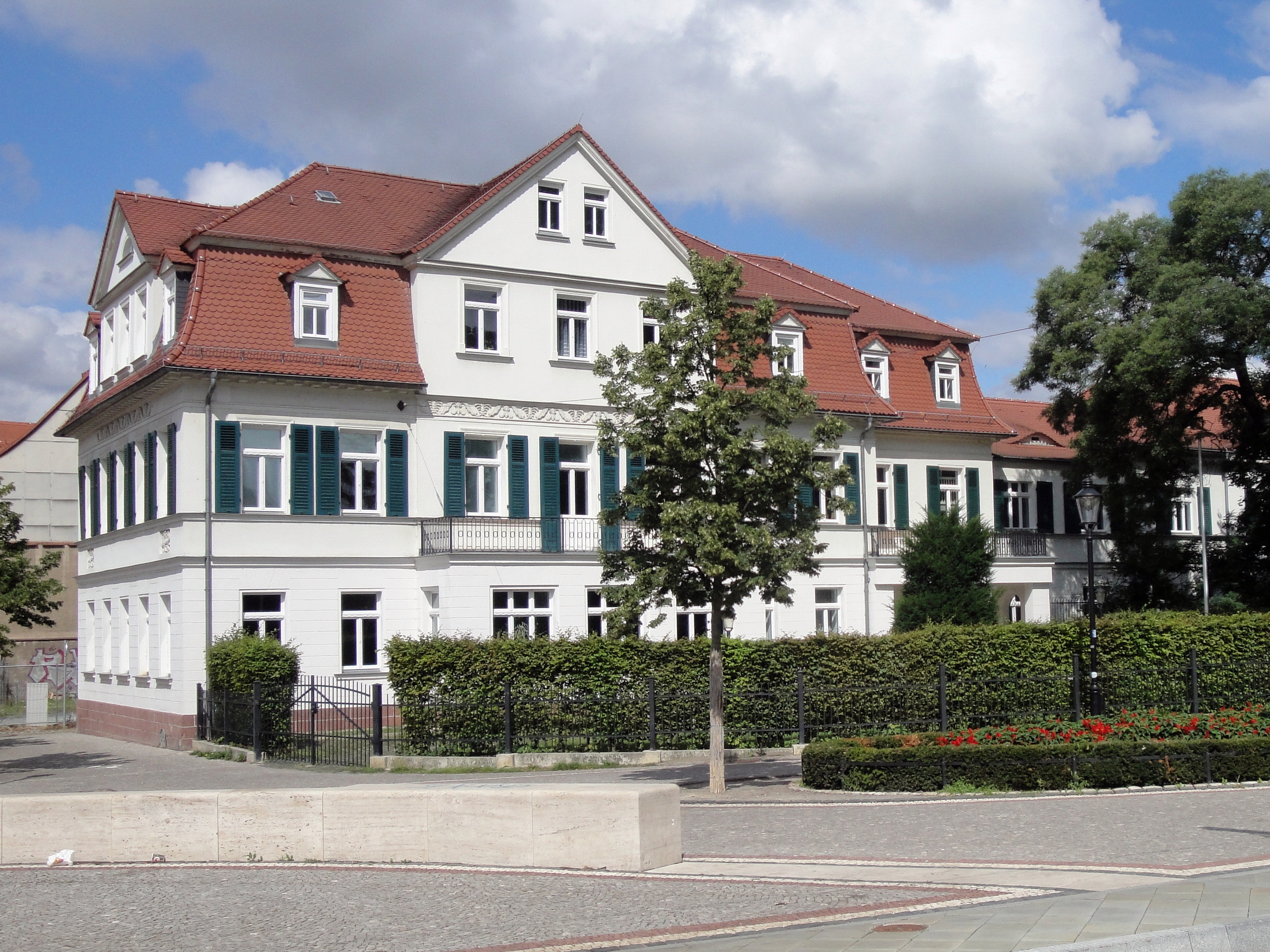
Generalstaatsanwaltschaft Naumburg

Die Generalstaatsanwaltschaft Naumburg ist eine von vierundzwanzig Generalstaatsanwaltschaften in der Bundesrepublik Deutschland und die einzige des Landes Sachsen-Anhalt. Ihre derzeitige Leiterin ist seit Juli 2024 Generalstaatsanwältin Heike Geyer.
Dienstsitz ist das denkmalgeschützte Gebäude Theaterplatz 6 in Naumburg (Saale) in Sachsen-Anhalt.

## Zuständigkeiten und Gliederung
Im Zuständigkeitsbereich Sachsen-Anhalt wohnen rund 2.232.000 Einwohner. Diese Region wird in der Fläche durch Staatsanwaltschaften in Dessau-Roßlau, Halle, Magdeburg und Stendal vor Ort unterstützt. Zweigstellen liegen in Naumburg und in Halberstadt.
Der Generalstaatsanwalt in Naumburg übt die Fach- und Dienstaufsicht über die Staatsanwälte aus. Als Leiter einer Mittelbehörde untersteht er seinerseits der Dienstaufsicht des Ministeriums der Justiz von Sachsen-Anhalt.

## Generalstaatsanwälte nach der Wiedervereinigung
- Jürgen Hoßfeld (1991–2000)
- Heinrich Görl (in der Vakanz von 01/2001 bis 08/2001 als ständiger Vertreter)
- Jürgen Konrad (2001–2020)
- Brunhild Wieck-Noodt (von Juni 2020 bis Juli 2024 als ständige Vertreterin)
- Heike Geyer (seit Juli 2024)